# Amara cupreolata
Amara cupreolata là một loài bọ cánh cứng ăn hạt thuộc họ Bọ chân chạy. Loài này có ở Bắc Mỹ.